# فترة الاستشراق
في المرحلة القديمة من الفن اليوناني القديم، كانت فترة الاستشراق أو ثورة الاستشراق (التي يُطلق عليها أيضًا «الاستشراق») هي الفترة التاريخية الثقافية والفنية التي بدأت خلال الجزء الأخير من القرن الثامن قبل الميلاد، عندما كان هناك تأثير كبير من القرن الثامن قبل الميلاد. الفن المتقدم لشرق البحر الأبيض المتوسط والشرق الأدنى القديم. كانت المصادر الرئيسية هي سوريا وآشور، وبدرجة أقل أيضًا فينيقيا ومصر القديمة. مع انتشار الحضارة الفينيقية من قبل قرطاج والاستعمار اليوناني في غرب البحر الأبيض المتوسط، أثرت هذه الاتجاهات الفنية أيضًا على الأتروسكان والرومان القدماء في شبه الجزيرة الإيطالية.

## الأسلوب والتأثيرات
خلال هذه الفترة نشأت في الفن اليوناني القديم زخارف الزينة والاهتمام بالحيوانات والوحوش الذي استمر لقرون، وانتشر أيضًا إلى الفن الروماني والإتروسكي. قد يُطلق على المنحوتات الأثرية والتصويرية بهذا الأسلوب اسم ديداليك، على اسم ديدالوس، الذي كان وفقًا للأسطورة مؤسس النحت اليوناني. تتميز الفترة بالتحول من النمط الهندسي السائد إلى النمط ذي الزخارف المستوحاة من الشرق. يعكس هذا النمط الجديد فترة من التبادل الثقافي المتزايد في عالم بحر إيجة، والتي تُقارن شدتها أحيانًا بفترة العصر البرونزي المتأخر.
كان ظهور الزخارف الاستشراقية في الفخار اليوناني واضحًا في نهاية العصر الهندسي المتأخر، على الرغم من وجود مدرستين فكريتين فيما يتعلق بمسألة ما إذا كان الفن الهندسي نفسه مدينًا بالنماذج الشرقية أم لا. في فخار أتيكا، تميز الأسلوب الاستشراقي المميز المعروف باسم «أتيكا البدائية» بزخارف نباتية وحيوانية. كانت هذه هي المرة الأولى التي يتم فيها تمثيل الموضوعات الدينية والأسطورية اليونانية بشكل واضح في لوحة الزهرية. صورت أجساد الرجال والحيوانات في صورة ظلية، على الرغم من أن رؤوسهم كانت مرسومة بالخطوط العريضة؛ تم رسم النساء بالكامل في الخطوط العريضة. في المركز الآخر المهم لهذه الفترة، كورنثوس، بدأ تأثير الاستشراق في وقت سابق، على الرغم من الاتجاه هناك لإنتاج مزهريات أصغر حجمًا ومفصلة للغاية بأسلوب «كورنثوس البدائية» الذي رسم تقنية الشكل الأسود.
منذ منتصف القرن السادس، أدى نمو قوة الإمبراطورية الأخمينية في الطرف الشرقي لبحر إيجة وفي آسيا الصغرى إلى تقليل كمية البضائع الشرقية الموجودة في المواقع اليونانية، حيث بدأ الفرس في غزو المدن اليونانية في إيونيا، على طول ساحل آسيا تحت السن القانوني.

## خلفية
خلال هذه الفترة، تقدم الآشوريون على طول ساحل البحر الأبيض المتوسط، برفقة مرتزقة يونانيين وكاريان، كانوا أيضًا نشطين في جيوش بسماتيك الأول في مصر. بدأت المجموعات الجديدة في التنافس مع التجار المتوسطيين. في أجزاء أخرى من بحر إيجه حدثت تحركات سكانية مماثلة. استقر الفينيقيون في قبرص والمناطق الغربية من اليونان، بينما أسس اليونانيون مستعمرات تجارية في الميناء، سوريا، وإيشيا قبالة الساحل التيراني في كامبانيا في جنوب إيطاليا. أدت هذه التبادلات إلى فترة من الاقتراض المكثف قام خلالها الإغريق (خاصة) بتكييف السمات الثقافية من الشرق إلى فنهم.
وشهدت الفترة من 750 إلى 580 قبل الميلاد تقريبًا مرحلة استشراق مماثلة للفن الأتروسكي، حيث شجع الاقتصاد الصاعد العائلات الأترورية على اقتناء منتجات فاخرة أجنبية تتضمن زخارف مشتقة من الشرق. وبالمثل، فإن مناطق إيطاليا - مثل ماجنا غراسيا، وصقلية، وبيكينوم، ولاتيوم فيتوس، اجير فالسكوس، والمنطقة الفينيسية، والحضارة النوراجية في سردينيا —شهدت أيضًا مرحلة استشراق في هذا الوقت. هناك أيضًا فترة استشراق في شبه الجزيرة الأيبيرية، ولا سيما في مدينة-دولة تارتيسوس.

## الاستشراق
أدت الواردات الضخمة من المواد الخام، بما في ذلك المعادن، والتنقل الجديد بين الحرفيين الأجانب إلى إدخال مهارات حرفية جديدة في اليونان. وصف والتر بوركرت الحركة الجديدة في الفن اليوناني بأنها ثورة: "مع النقوش البرونزية، والمنسوجات، والأختام، وغيرها من المنتجات، تم فتح عالم كامل من الصور الشرقية التي كان اليونانيون متحمسين للغاية لتبنيها والتكيف معها في سياق "ثورة استشراقية".
من بين القطع الأثرية الباقية، تظهر الآثار الرئيسية في الفخار المطلي والأعمال المعدنية، وكذلك الأحجار الكريمة المنقوشة. كان النحت الأثري والتصويري أقل تأثراً، وهناك غالبًا ما يُطلق على النمط الجديد اسم ديداليك. يظهر نوع جديد من الوجه، خاصة في جزيرة كريت، «بملامح ثقيلة وكبيرة في وجه على شكل حرف U أو V مع جبين أفقي»؛ هذه مستمدة من الشرق الأدنى. أكبر عدد من الأمثلة من الفخار الموجود في المواقع. كانت هناك ثلاثة أنواع من الزخارف الجديدة: الحيوانية والنباتية والتجريدية. تميل الكثير من ذخيرة الخضروات إلى الأسلوب بدرجة عالية. كانت الزخارف النباتية مثل سعف النخيل واللوتس وحلوى اللوز من سمات الزخرفة اليونانية، ومن خلال الثقافة اليونانية تم نقلها إلى معظم أوراسيا. تمت إضافة الحيوانات والوحوش الغريبة، ولا سيما الأسد (الذي لم يعد موطنًا لليونان بحلول هذه الفترة) وأبو الهول إلى غريفين، كما هو موجود في كنوسوس.
في التماثيل البرونزية والتراكوتا، أدى الإدخال من الشرق للقالب إلى زيادة كبيرة في إنتاج الأشكال المصنوعة أساسًا كقرابين نذرية.
الهيمنة الثقافية للشرق، التي تم تحديدها من الناحية الأثرية من خلال الفخار والعاج والأعمال المعدنية من أصل شرقي وجدت في المواقع الهيلينية، سرعان ما أفسحت المجال لإضفاء الطابع الهيليني الشامل على الميزات المستوردة في العصر القديم الذي أعقب ذلك.
في حوالي 650 قبل الميلاد. بدأ الإغريق في زيارة مصر بانتظام وشكلت مراقبة المباني الأثرية هناك أساس ظهور وتطور العمارة والنحت الضخمة في اليونان القديمة. تتمثل الخطوة الأولى في الاستبدال الميكانيكي للأعمدة الخشبية في المباني بالحجر وتحويل العناصر الخشبية والطوب إلى حجر مكافئ. أدى التطور التدريجي للنسبة والبنية إلى ظهور أوامر حجرية في العمارة اليونانية القديمة. يميز ترتيب وتصميم الأجزاء المختلفة، ولا سيما الأعمدة والعواصم والتركيبات الداخلية، الزخرفة الرئيسية للمعابد اليونانية القديمة، والمختلفة في الطلبات المعمارية المختلفة - دوري، وإيوني، وكورنثي فيما بعد.
في تطور النحت اليوناني في القرن السابع وأوائل القرن السادس قبل الميلاد. يلعب رودس دورًا مهمًا. في ذلك الوقت، غُمرت الجزيرة بالقطع الأثرية المصرية وبدأ الحرفيون في رودس في البداية في نسخ الأشياء الخاصة بهم ثم صنعوها على البلاستيك الصغير. ومن بين المكتشفات العديدة في مقابر ياليس وكامير، تماثيل خزفية لنساء ورجال جالسين على عروش، وآلهة تحمل رؤوس أغنام، وآلهة تحمل أسودًا، ورجال أغنام مضغوطة على صدورهم، والعديد من صور الطين المصري للإله القزم المصري بس. يشهد إنتاجهم على وجود فترة مقلدة في تطور فن رودس.
من بين تماثيل رودس، أمثلة على «أبولو القديمة»، وهي من سمات المنحوتات اليونانية القديمة، لكنها مصنوعة بوجه مصري بحت وبدون ابتسامة. عادة ما تكون الوضعية مصرية، ولكن في نفس الوقت تتميز الأشكال بالعري الكامل الذي يميز اليونانيين، والمظهر العام غير المصري، ونقص العضلات الواضحة، ونعومة المعالجة الأيونية.
تمثال صغير من الحجر الجيري لكور (عذراء)، يُعرف باسم سيدة أوكسير (650-625 قبل الميلاد)، من جزيرة كريت يوضح أسلوب المنحوتات التصويرية اليونانية المبكرة. يُعرف هذا النمط باسم نحت ديدالي، الذي سمي على اسم المبدع الأسطوري لمتاهة الملك مينوس، ديدالوس. يجمع الأسلوب بين الزخارف القديمة في الشرق الأدنى والمصرية.
سيدة أوكسير ممتلئة الجسم وشبيهة باللوح الخشبي. خصرها ضيق ومشدود، مثل الخصر الموجود في الفن المينوي. إنها غير متناسبة، ولها أرجل طويلة صلبة وجذع قصير. يغطي الفستان جسدها بالكامل تقريبًا - فهو يربط ساقيها معًا ويحد من قدرتها على الحركة. صلابة الجسم تذكر بالبورتريه المصري من مصر القديمة.
يتميز رأسها بملامح وجه كبيرة وحواجب منخفضة وشعر منمق. يبدو أن الشعر مضفر، ويسقط في صفوف صلبة مقسومة على أشرطة أفقية. يشير هذا النمط إلى استخدام الشرق الأدنى للأنماط لتصوير الملمس والزخرفة.
يذكرنا وجهها وشعرها بالفترة الهندسية. يشكل الوجه مثلثًا مقلوبًا محاطًا بين المثلثات المتكونة يكون الشعر الذي يحيط وجهها. تخبرنا آثار الطلاء أن هذا التمثال كان سيُطلى في الأصل بشعر أسود وفستان أحمر وأزرق بحزام أصفر.

## التأثير على الأساطير والأدب
نشأت العديد من الأساطير اليونانية في محاولات لتفسير ودمج الرموز الأجنبية من حيث العبادة والممارسة اليونانية. تعكس بعض الأساطير اليونانية كلاسيكيات الأدب في بلاد ما بين النهرين. جادل والتر بوركرت بأن هجرة العرافين والمعالجين هم من ينقلون مهاراتهم في طقوس العرافة والتطهير جنبًا إلى جنب مع عناصر حكمتهم الأسطورية. وقد وثق مارتن ويست أيضًا تداخلات هائلة في الموضوعات الأسطورية اليونانية المبكرة وأدب الشرق الأدنى، وتمتد التأثيرات إلى التدفقات المعجمية الكبيرة من اللغات السامية إلى اليونانية المبكرة. يغطي هذا التداخل أيضًا نطاقًا ملحوظًا من أوجه التشابه الموضعية والموضوعية بين الملحمة اليونانية والتناخ.
ترافق اللقاء المكثف خلال فترة الاستشراق أيضًا مع اختراع الأبجدية اليونانية والأبجدية الكارية، استنادًا إلى الكتابة الشفوية السابقة التي لا يمكن النطق بها، والتي أحدثت قفزة مذهلة في محو الأمية والإنتاج الأدبي، حيث بدأت التقاليد الشفوية للملحمة يتم نسخها على ورق البردي المصري المستورد (وأحيانًا الجلد).